# Кипариси
Кипариси или Бишово (на гръцки: Κυπαρίσσι, катаревуса Κυπαρίσσιον, Кипарисион, до 1928 година Δύσβατο, Дисвато, до 1927 година Μπίσοβο, Бисово) е село в Гърция, дем Гревена, административна област Западна Македония.

## География
Селото е разположено на 840 m надморска височина на около 25 km северозападно от град Гревена.

## История

### В Османската империя
В края на ХІХ век Бишово е село в Жупанска нахия на Населишката каза на Османската империя.
Главната селска църква „Свети Георги“ е от 1867 година. Александър Синве („Les Grecs de l’Empire Ottoman. Etude Statistique et Ethnographique“) в 1878 година пише, че в Бисовон (Bisovon), Сисанийска епархия, живеят 300 гърци.
Според статистиката на Васил Кънчов през 1900 година Бишово e смесено християнско-мюсюлманско село, в което живеят 150 гърци и 100 валахади (гръкоезични мюсюлмани).
На Етнографската карта на Битолския вилает на Картографския институт в София от 1901 година Бишово е смесено село гърци, турци и помаци (гърци мохамедани) в казата Населица на Серфидженския санджак с 43 къщи.
Гръцките статистики определят селото като изцяло гръцко християнско. Според статистика на Серфидженския санджак на гръцкото консулство в Еласона от 1904 година в Бисово (Μπίσοβο), Населишка каза, живеят 303 гърци елинофони християни. Според атинска статистика от 1910 година в селото има 310 православни гърци.

### В Гърция
През Балканската война в 1912 година в селото влизат гръцки части и след Междусъюзническата в 1913 година Бишово остава в Гърция. В селото не са настанявани гърци бежанци. През 1928 година името на селището е сменено на Дисвато, а през 1928 година – на Кипариси.
Населението намалява вследствие на Гражданската война. Селото произвежда жито и картофи.
В църковно отношение е част от Сисанийската и Сятищка епархия.
| Име             | Име             | Ново име | Ново име | Описание            |
| --------------- | --------------- | -------- | -------- | ------------------- |
| Хондроо Караули | Χονδρό Καραούλι | Скопия   | Σκοπιά   | връх Ю от Кипариси  |
| Бунцка          | Μπούντσκα       | Скопия   | Σκοπιά   | връх ЮЗ от Кипариси |

| Година    | 1913 | 1920 | 1928 | 1940 | 1951 | 1961 | 1971 | 1981 | 1991 | 2001 | 2011 | 2021 |
| --------- | ---- | ---- | ---- | ---- | ---- | ---- | ---- | ---- | ---- | ---- | ---- | ---- |
| Население | 370  | 358  | 369  | 414  | 125  | 140  | 83   | 84   | 127  | 111  | 43   | 31   |

## Личности
Родени в Кипариси
- Василиос Михалопулос (Βασίλειος Μιχαλόπουλος), гръцки андартски деец, четник на Лукас Кокинос, убит е в Пикровеница[14]
- Никос Теохаропулос (1915 – 1949), гръцки военен
- Теоклит Пасалис (р. 1932), гръцки духовник, лерински митрополит